# Hand Sown ... Home Grown
Hand Sown... Home Grown es el álbum de estudio debut en solitario de la cantante estadounidense Linda Ronstadt, lanzado en marzo de 1969 a través de Capitol Records. Producido por Chip Douglas de The Turtles, el álbum vio a Ronstadt dar un giro decisivo alejándose de la música folclórica de The Stone Poneys hacia el country y el rock. Entre otros, Hand Sown... presenta versiones de canciones de Bob Dylan, Randy Newman y Fred Neil, y una canción escrita por su compañero Stone Poney Kenny Edwards, quien luego tocaría en su banda durante la década de 1970.

## Lista de canciones
En el LP original, el lado uno se llamaba "Hand Sown" y el lado dos se llamaba "Home Grown", como se indica.

| Hand Sown |                                                                              |          |  |
| N.º       | Título                                                                       | Duración |  |
| 1.        | «Baby, You've Been on My Mind» (original title: "Mama, You Been On My Mind") | 2:31     |  |
| 2.        | «Silver Threads and Golden Needles»                                          | 2:19     |  |
| 3.        | «Bet No One Ever Hurt This Bad»                                              | 2:41     |  |
| 4.        | «A Number and a Name»                                                        | 3:03     |  |
| 5.        | «Only Mama That'll Walk the Line»                                            | 2:28     |  |
| 6.        | «The Long Way Around»                                                        | 2:17     |  |

| Home Grown |                                                                  |          |  |
| N.º        | Título                                                           | Duración |  |
| 1.         | «Break My Mind»                                                  | 2:52     |  |
| 2.         | «I'll Be Your Baby Tonight»                                      | 3:43     |  |
| 3.         | «It's About Time»                                                | 3:05     |  |
| 4.         | «We Need a Whole Lot More of Jesus (And a Lot Less Rock & Roll)» | 2:30     |  |
| 5.         | «The Dolphins»                                                   | 4:21     |  |